# WSIF
O WSIF (acrônimo para Web Services Invocation Framework - Framework para Invocação de Web Services) é uma API Java.
WSIF permite que desenvolvedores interajam com representações abstratas de Web Services através de suas descrições WSDL.